# Nelson Lee
Nelson Lee, né le 16 octobre 1975 à Taipei à Taïwan, est un acteur canadien.

## Biographie
Il est plus particulièrement connu pour son rôle de Shen dans la série télévisée Blade.

## Filmographie

### Cinéma
- 2008 : Cold Play de  Geno Andrews et D. David Morin : Détective Woo
- 2008 : Vacancy 2: The First Cut (en) d'Eric Bross : Groom
- 2010 : Bold Native de Denis Henry Hennelly : Gordon
- 2012 : About Cherry de Stephen Elliott : Jessica
- 2020 : Mulan de Niki Caro
- 2024 : Civil War d'Alex Garland : Tony

### Télévision
- 2001 : New York, police judiciaire (saison 12, épisode 2) : Kenny Eng
- 2001 : New York, unité spéciale (Law & Order: Special Victims Unit) (saison 3, épisode 8) : Johnny Chen
- 2002 : Oz (série télévisée) : Li Chen
- 2003 : New York, police judiciaire (saison 13, épisode 22) : Roy Leung
- 2004 : Traffic (série télévisée) : Ronny Cho
- 2004 : Strip Search (en) de Sidney Lumet (Téléfilm) : Xiu-Juan Chang
- 2005 : New York, section criminelle (saison 5, épisode 9) : Kevin Lee
- 2006 : Blade (Blade: The Series) (série télévisée) : Shen
- 2006 : Bones (série télévisée) : Agent spécial Eric Zhang
- 2008 : Ultime Combat (Téléfilm) : Chow
- 2009 : Virtuality : Le Voyage du Phaeton (Téléfilm) : Kenji Yamamoto
- 2009 : Cold Case (série télévisée) : Dr Andiman
- 2010 : Hawaii 5-0 (série télévisée) : Nae Shan
- 2011 : La Vie à tout prix (Chicago Hope) (série télévisée) : Matthew Chow
- 2011 : Covert Affairs (série télévisée) : Xi Peng
- 2015 : NCIS : Nouvelle-Orléans (saison 2, épisode 6) : Roger Liu
- 2020 : New York, unité spéciale (saison 21, épisode 7) :  sergent Joe Chin
- 2020–2022 : Stargirl : Dragon King